# Trooper Trail
Le Trooper Trail est un sentier de randonnée du comté de Sioux, dans le Nebraska, aux États-Unis. Situé au sein de la Soldier Creek Wilderness, dans la forêt nationale du Nebraska, il est classé National Recreation Trail depuis 1979.